# Bikatieta
Bikatieta (auch: Bikaati) ist ein Motu des Butaritari-Atolls der pazifischen Inselrepublik Kiribati.

## Geographie
Bikatieta ist eine unbewohnte Insel und eine der nördlichsten Inseln im Butaritari-Atoll. In ihrer Unmittelbaren Umgebung liegt das größere Bikati (W).
Nach Norden erstreckt sich das Riff noch weiter (North Shoal), nach Süden teilt sich die Riffkrone und verläuft einerseits genau nach Süden, andererseits südsüdöstlich. Die nächstgelegenen Inseln sind Teirio im Süden und Ubantakoto weit im Osten. Zwischen Bikati und Ubantakoto liegt der lange ununterbrochene Riffsaum Closed Northern Reef Awash. 